# Campanha presidencial de Fernando Haddad em 2018
A campanha presidencial de Fernando Haddad em 2018, foi oficializada a candidato a presidente pelo Partido dos Trabalhadores (PT) na eleição presidencial de 2018, após o Tribunal Superior Eleitoral indeferir a candidatura de Luiz Inácio Lula da Silva.

## Candidatura

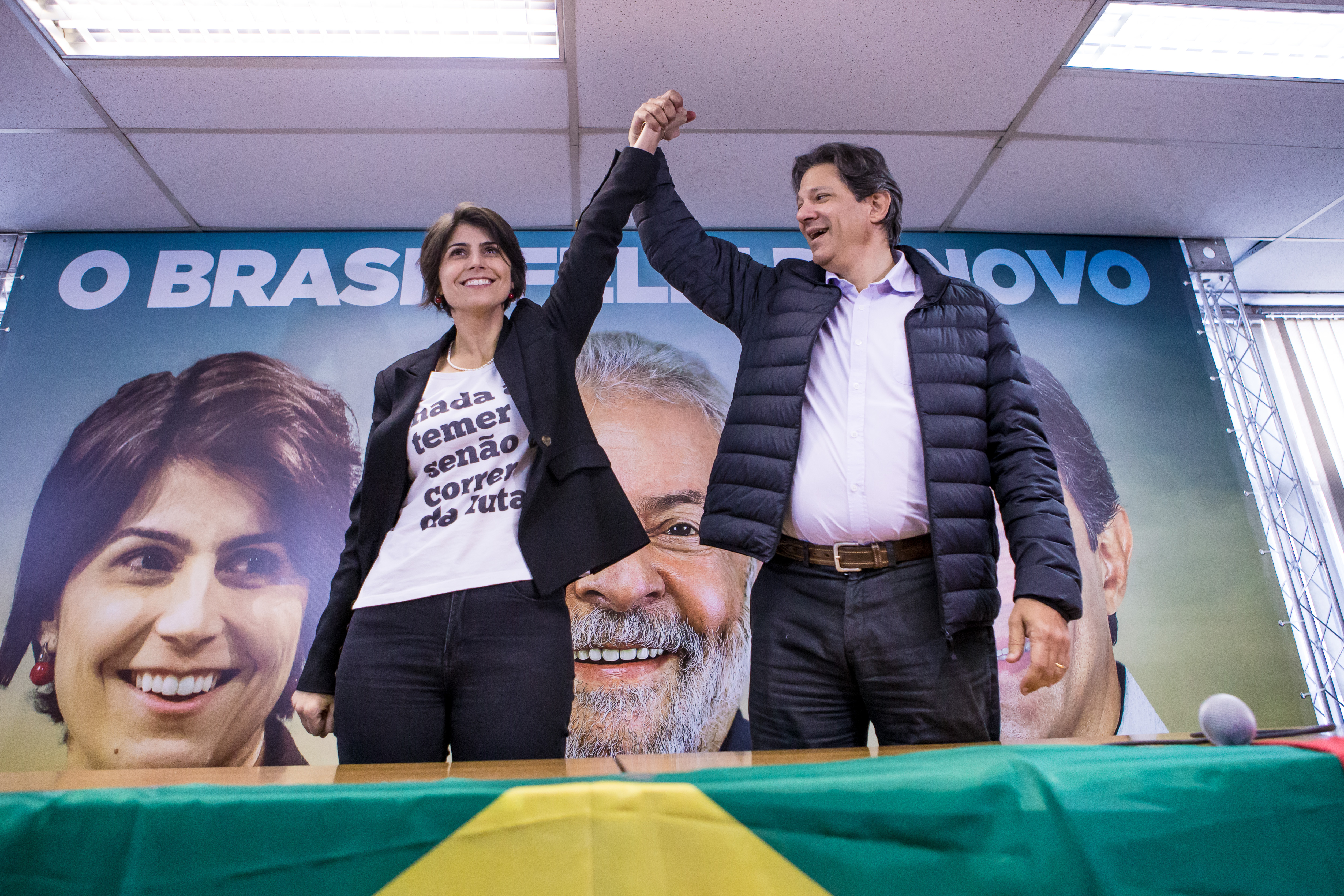
Manuela d'Ávila e Fernando Haddad, os candidatos do Partido dos Trabalhadores para a eleição presidencial de 2018.

Em 2017, Lula anunciou publicamente que seria novamente o candidato do PT à presidência da República. Em setembro daquele ano, saiu em caravana pelos estados do Brasil. Mesmo após a prisão em abril de 2018, o PT insistiu e manteve Lula como candidato do partido à presidência. Em 3 de julho de 2018, foram anunciados os membros da coordenação da campanha presidencial: o ex-presidente da Petrobrás José Sergio Gabrielli (coordenador-geral-executivo), os ex-ministros Ricardo Berzoini (finanças), Luiz Dulci e Gilberto Carvalho; e o presidente do Instituto Lula, Paulo Okamotto. Na ocasião, Fernando Haddad foi escolhido como coordenador-geral do programa Lula de governo.
Em 5 de agosto de 2018, o PT oficializou a candidatura de Lula em São Paulo. O vice indicado na chapa presidencial foi Haddad, que representou Lula em eventos e debates. Na provável inelegibilidade de Lula, Haddad assumiria a cabeça da chapa, tendo como vice a deputada gaúcha Manuela d'Ávila.

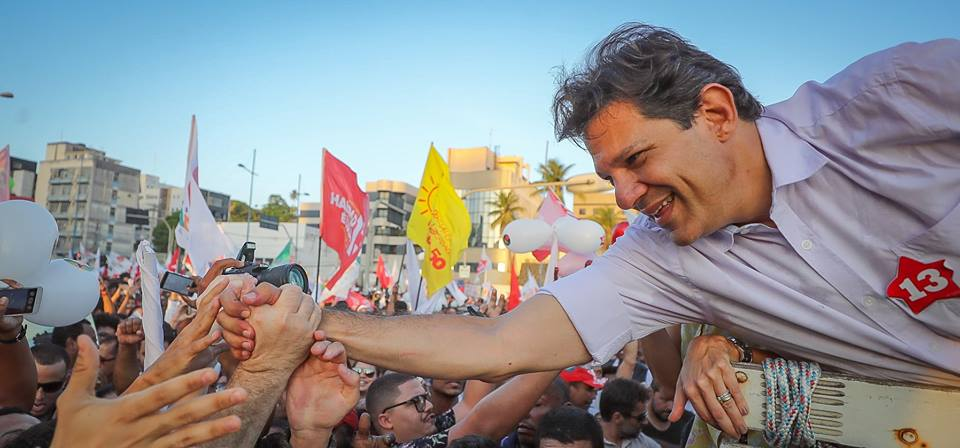
Haddad em campanha em Salvador.

Em 16 de agosto, depois que a maioria dos ministros do TSE declarou que a "inelegibilidade [de Lula como candidato] é incontroversa", a procuradora-geral da República, Raquel Dodge, enviou uma impugnação contra a candidatura tendo como base a Lei da Ficha Limpa, que considera inelegíveis candidatos condenados em segunda instância, apesar de o Comitê de Direitos Humanos da ONU ter manifestado-se a favor da candidatura de Lula. Em 11 de setembro PT anunciou oficialmente que Haddad seria o novo candidato do partido nas eleições presidenciais de 2018. Uma carta de Lula, foi lida por Luiz Eduardo Greenhalgh, advogado e um dos fundadores do PT em frente a sede da Polícia Federal. 
No dia 11 de outubro de 2018, o PT anunciou que o ex-ministro Jaques Wagner seria o novo coordenador da campanha petista.

## Plano de governo
O Plano de Governo de Fernando Haddad segue a mesma linha da proposta apresentada pelo antecessor, o candidato Lula, impugnado pela Justiça Eleitoral. Na área da saúde pretende ampliar o programa Mais Médicos com o programa Mais Médicos Especialistas.
Em 26 de setembro, assinou um termo de compromisso com o Fundo das Nações Unidas para a Infância (Unicef) para garantia dos direitos das crianças e dos adolescentes, e combate à mortalidade infantil.
Em 28 de setembro, fez a defesa de propostas como a revogação do teto de gastos públicos aprovado no governo Michel Temer, e defendeu a volta de impostos sobre lucros e dividendos. Propõe introduzir regras para que o Banco Central seja obrigado a regular os juros que o consumidor e empresário pagam para o sistema bancário, sobretudo o sistema privado. Dentre as propostas estão a de voltar a política de preços dos combustíveis ao modelo adotado entre 2003 e 2012, impedir a junção da Embraer com a Boeing e impedir quaisquer privatizações.

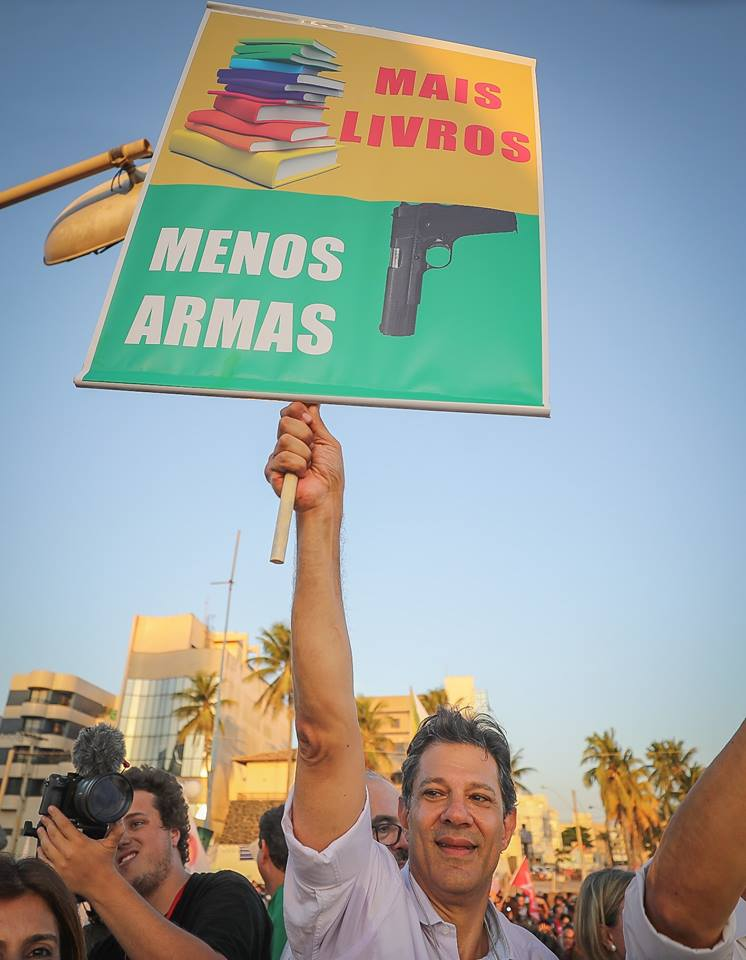
Haddad contra o armamento civil

Para a segurança propõe destinar contingente de policiais federais para apoiar os estados no combate a organizações criminosas. Em relação ao combate à corrupção, Haddad, afirma que, enfrentar a corrupção exige "combate permanente à impunidade de corruptores e corruptos e enfrentar uma cultura histórica de apropriação do público pelos interesses privados", sugerindo que deve-se reforçar medidas de fortalecimento dos órgãos de controle.
No dia 9 de outubro, após o primeiro turno, Haddad diz estar "aberto" a incorporar propostas de Ciro Gomes no programa de governo, após se reunir com os governadores Wellington Dias (PT-PI), Camilo Santana (PT-CE), Rui Costa (PT-BA) e Flávio Dino (PCdoB-MA) em São Paulo. Em uma entrevista ao Jornal Nacional, pouco após a votação do primeiro turno, Haddad disse que desistiu do plano de convocar uma nova Assembleia Constituinte, como dizia o seu plano de governo do primeiro turno.
Em 18 de outubro, a campanha de Fernando Haddad, apresentou novo plano de governo ao Tribunal Superior Eleitoral (TSE). Nessa versão, o partido retira a proposta de uma nova Constituinte no país, inclui a "perspectiva" de apoio a reformas na área fiscal, e critica o PSDB por ataques ao oponente Jair Bolsonaro (PSL). Além disso, há recuos em propostas de reforma para o sistema Judiciário e programas relacionados à comunidade LGBT.

## Alvo de notícias falsas
Várias notícias falsas foram propagadas contra a campanha petista: Manuela D'Ávila, Fernando Haddad e o ex-presidente Luiz Inácio Lula da Silva foram os principais alvos. No dia 4 de outubro, a coligação Brasil Feliz de Novo realizou 115 denúncias de conteúdos falsos ao TSE, solicitando a remoção e o direito de uma divulgação de resposta aos leitores. No mesmo dia, a mesma abriu um canal aberto na plataforma Whatsapp para receber denúncias de notícias falsas, mais de 15 denúncias foram recebidas no primeiro dia. Como resposta, o TSE ordenou a remoção de 35 notícias falsas na véspera das eleições. Segundo o ministro Carlos Horbach, parte das publicações denunciadas envolvia opinião de eleitores contrários à campanha de Haddad ou comentários críticos de veículos de mídia, bem como de colunistas. Nessas situações, argumentou que não caberia a remoção, pois tais conteúdos não estariam violando a legislação. No entanto, o mesmo determinou também que o Facebook e o Google disponibilizem os IPs e informações sobre os responsáveis pelas publicações e os dados cadastrais dos donos dos perfis ou controladores das páginas. A utilização de desinformações foi criticada por Haddad, afirmando que desconfia dos apoiadores de Jair Bolsonaro: "Eu não posso acusar, mas posso desconfiar pela natureza. É muito compatível com o discurso dele, uma aderência muito grande em relação ao que ele fala".
Em 19 de outubro, uma ação judicial movida pelo Partido dos Trabalhadores foi aceita no Tribunal Superior Eleitoral (TSE), tendo como relator o ministro Jorge Mussi, corregedor-geral eleitoral. O processo teve como fundamento uma denúncia do jornal Folha de S.Paulo, segundo a qual certas empresas pagaram, em contratos que chegariam a 12 milhões de reais, pelo envio em massa de conteúdos contra o candidato petista no aplicativo WhatsApp, o que poderia ser classificado como caixa dois. O PT, com o argumento de que houve práticas vedadas pela lei eleitoral, como doação de pessoa jurídica e compra de cadastros de usuários, pediu que Bolsonaro fosse declarado inelegível por abuso de poder econômico e uso indevido de meios de comunicação. Segundo o partido, a campanha de Bolsonaro teria sido beneficiada pela proliferação de fake news (notícias falsas) nas redes sociais. O candidato usou o Facebook para negar envolvimento com esquemas maliciosos e acusou a Folha de "trabalhar para o seu rival" no segundo turno, Fernando Haddad.

### Contra Manuela D'Ávila
Durante o mês de setembro, a candidata a vice-presidente Manuela D'Ávila foi alvo de inúmeras acusações e notícias falsas, além de ameaças e manipulações de imagens. Nas primeiras semanas do mês de setembro, uma fotografia de Manuela com tatuagens dos rostos de Lenin e Che Guevara circulou pelas redes sociais e demais aplicativos de comunicações. No entanto, a imagem foi comprovada como falsa pelo Projeto Comprova. Outros veículos de comunicação, tais como: Estadão, Gazeta do Povo, SBT, UOL e Poder360, concordaram com a checagem.
A manipulação foi reforçada com a descoberta de uma fotografia semelhante à manipulada. Datada de 10 de novembro de 2017, a imagem original foi registrada por Lucas Rivas, jornalista da Rádio Guaíba. O próprio publicou a imagem em seu perfil e confirmou a autoria.
Por volta de 22 de setembro, Manuela D'Ávila, candidata a vice-presidente, foi envolvida em uma série de notícias falsas que a acusaram de ter ligações com o responsável pelo atentado contra Jair Bolsonaro, Adélio Bispo de Oliveira. Os boatos teriam se originados após uma publicação da página "Partido Bolsonaro" na rede social Facebook, que afirmava uma quebra de sigilo telefônico de Adélio por parte da Polícia Federal e, como resultado, seis ligações entre Adélio e a candidata no dia do atentado havia sido encontradas:
“Juiz de Fora foi escolhido pelo apoio Petista dos alunos da Universidade Federal, que também foram acionados pela Manuela para provocar tumulto. Os advogados do Adélio tem escritórios na região. O atentado contra Bolsonaro foi planejado em detalhes pelos comunistas do PT e filiais”— Desinformações publicada pela página Partido Bolsonaro.
Em contraste com as afirmações divulgadas pela página, o responsável pelas investigações, o delegado Rodrigo Morais já havia afirmado à TV Globo que Adélio teria executado o crime sem ajuda.
Com mais de 20 mil compartilhamentos, a postagem gerou grande repercussão e, como consequência, a página oficial de Manuela no Facebook recebeu uma mensagem com caráter de ameaça de um usuário identificado como Guilherme Messias Bolsonaro, que escreveu: "Vacilona, foi você quem mandou o Adélio esfaquear o Bolsonaro!! Planejou tudo e com detalhes. Já te vi uma vez perto da PUC aqui em Campinas e ignorei, mas dessa vez vai ser diferente... se prepare D´Avila". Por conta disso, defensores da candidata requisitaram a sua proteção à justiça eleitoral juntamente com a retirada do conteúdo e a identificação dos responsáveis pela notícia falsa. No dia 27 de setembro, o ministro do Tribunal Superior Eleitoral (TSE) considerou inviável atender ao pedido pois, na opinião dele, "compete ao Ministério da Justiça viabilizar a segurança dos candidatos à Presidência".
No início de outubro, a candidata foi novamente vítima de fotomontagem nas redes sociais. Desta vez, uma imagem em que Manuela aparece vestindo uma camiseta com a frase "Jesus é Travesti" e um arco-íris logo abaixo. Em 2 de outubro, a própria compartilhou em seu Twitter a imagem original, em que veste uma camiseta sem imagens e com a frase "Rebele-se".
Nas vésperas do primeiro turno, postagens no Twitter distorceram uma declaração de John Lennon proferida em 1966, e falsamente foi atribuída à Manuela. Na declaração original, proferida em 4 de março de 1966 durante uma entrevista ao jornal London Evening Standard, Lennon citou: "O cristianismo vai acabar. É fora de discussão, você verá que estou certo. Somos mais populares que Jesus hoje em dia.", extremamente semelhante a falsa declaração que circulou pelas redes sociais. A falsificação foi comprovada pelo Agência Lupa.
Demais notícias falsas circularam nas redes sociais durante a primeira semana de outubro, um vídeo que copilava frases soltas para montar uma frase induzindo que Manuela pretendia terminar com os feriados cristãs. A fraude foi prontamente comprovada pelo G1. No mesmo dia, a organização Aos Fatos comprovou outra declaração falsamente atribuída à candidata, que afirmava que a bandeira LGBT tremularia junto com a bandeira do Brasil. A informação falsa inclusive foi publicada em blogues e website como "Que Notícias?".

### "Kit gay"
Em 9 de outubro, durante uma entrevista a Jovem Pan, o presidenciável Jair Bolsonaro atribuiu a idealização do "kit gay" a Haddad. O termo pejorativo utilizado por opositores de programa Escola Sem Homofobia, refere-se a um conjunto de material encomendado pela Comissão de Direitos Humanos da Câmara dos Deputados ao Ministério da Educação (MEC) e elaborado por um grupo de ONGs especializadas, em conformidade com as diretrizes de um programa do governo federal lançado anteriormente, em 2004. Na época em que seu conteúdo gerou polêmica, em 2011, Haddad estava no comando do MEC. Apesar disso, não é possível atribuir a Fernando Haddad responsabilidade sobre a autoria do material, porque o projeto surgiu do poder Legislativo e não foi desenvolvido diretamente pelo MEC, mas por ONGs contratadas pelo ministério. Quando a cartilha foi vetada pela presidente Dilma Rousseff (PT), os materiais do kit ainda estavam sob análise da pasta. Por isso, o Truco – projeto de checagem da Agência Pública – classifica a frase de Bolsonaro como falsa.
Em 2018, durante as eleições presidenciais, o Tribunal Superior Eleitoral (TSE) determinou a remoção de vídeos que afirmassem que o livro havia sido distribuído por programas governamentais enquanto Fernando Haddad ocupava o cargo de Ministro da Educação. A representação tinha como alvos Jair Bolsonaro e seus filhos Carlos e Flávio Bolsonaro. Segundo o ministro Carlos Horbach, os vídeos configuram "a difusão de fato sabidamente inverídico, pelo candidato representado e por seus apoiadores, em diversas postagens efetuadas em redes sociais" o que "gera desinformação no período eleitoral, com prejuízo ao debate político". O ministro acrescenta que o livro nunca fez parte do Programa Brasil sem Homofobia, e que o Programa nunca chegou a ser executado pelo MEC.

### Falsa acusação de estupro
Na véspera do segundo turno, uma mensagem falsa circulou no Whatsapp afirmando que o candidato à Presidência Fernando Haddad (PT) é acusado de estuprar uma menina de 11 anos de idade. Segundo a desinformação, o conteúdo estaria respaldado por fontes inexistentes do UOL e do Jornal Nacional.
A falsidade foi comprovada pela organização Aos Fatos, que também desmentiu a fotografia da falsa "Vitória" anexada na mensagem, segundo à organização a fotografia seria de Esther Marcos, cantora gospel e atriz do SBT. Aos Fatos também verificou que os candidatos à presidência precisam apresentar à justiça eleitoral uma série de documentos que demonstram a ausência de pendências com a justiça, além de anexar os documentos que provam que Haddad não possui nenhuma pendência, muito menos uma acusação de estupro.

## Controvérsias

### Imagem de Lula
|                                         |  |                                        |
| Logotipo da campanha no primeiro turno. |  | Logotipo da campanha no segundo turno. |

Em setembro de 2018, os candidatos Jair Bolsonaro e João Amoêdo entraram com ações para impedir o uso da frase "Haddad é Lula" na campanha, alegando que isso iria confundir os eleitores, que não saberiam quem seria o candidato. O vice-procurador-geral eleitoral, Humberto Jacques, concordou com a ação do NOVO e em parecer ao Tribunal Superior Eleitoral (TSE) acusou a coligação de confundir eleitores. Naquela época a candidatura de Haddad ainda não era consenso. No entanto, no dia 26 de setembro, o TSE por 6 votos a 1 autorizou o uso da frase.
Após os resultados do primeiro turno das eleições presidenciais, o partido fez alterações na logotipo da campanha. Uma nova versão do logotipo começou a ser usado por membros de sua equipe, tendo como principal diferença a ausência do nome do ex-presidente Luiz Inácio Lula da Silva, e a remoção da cor vermelha — com a inclusão das cores verde e  amarelo.

### Regulação de mídia
Em setembro de 2018, Haddad defendeu que enfrentar a concentração dos meios de comunicação é forma de garantir a liberdade de expressão.  Em entrevista à Rádio Jornal de Pernambuco, o candidato Ciro Gomes (PDT) afirmou que o projeto petista de regular a mídia é uma medida ditatorial. Segundo Ciro, o PT faria isso por "vingança", após não ter tomado essa medida nos 14 anos que ficou no poder.

### Pagamento à empresa Rental
Em primeiro de outubro de 2018, foi noticiado pela imprensa que a campanha de Haddad pagou 2,1 milhões de reais à empresa Rental, que tem em seu quadro de sócios o publicitário Giovane Favieri, réu na Operação Lava Jato, e o marqueteiro Valdemir Garreta, delator que admitiu ter recebido 700 mil reais da construtora Odebrecht (atual OEC) em campanha no Peru.

### Contratação de gráfica envolvida em corrupção
A campanha de Fernando Haddad contratou uma gráfica envolvida em casos de corrupção e do qual teve o dono preso. A gráfica Print, de Cuiabá, apareceu em investigações em Mato Grosso, incluindo uma apuração em que aparece como destinatária de ilegal de dinheiro da JBS. A empresa foi contratada pela campanha de Haddad para o fornecimento de impressos e adesivos, no valor de 111 mil de reais, de acordo com o Tribunal Superior Eleitoral (TSE). A Print não é a única empresa contratada pelo PT na eleição presidencial que aparece em casos de corrupção. A campanha gastou oito milhões de reais com empresas ligadas à operação Lava Jato.

### Apoio ao governo venezuelano
Segundo o portal UOL, em 11 de outubro de 2018, ainda após o primeiro turno das eleições presidenciais, o PT retirou do ar três links do site oficial com notas em que o partido manifestava apoio à Venezuela e ao governo de Nicolás Maduro. Um dos links voltou ao ar no mesmo dia. Em 5 de agosto de 2017, o jornal Folha de S.Paulo passou a considerar o governo de Maduro como uma ditadura. O jornal afirmou na ocasião: "A rápida deterioração da democracia na Venezuela, com a supressão dos Poderes do Legislativo, o aparelhamento do Judiciário, a prisão de opositores, o cerceamento à imprensa e a repressão a protestos que já contabiliza mais de cem mortos se consolida agora com uma Assembléia Constituinte cuja eleição teve as regras subvertidas para favorecer o chavismo". Em 13 de outubro, Haddad afirmou que a Nicarágua e a Venezuela não podem ser caracterizadas atualmente como democracias em razão dos conflitos internos vividos. Porém, evitou criticar diretamente os governos de Nicolás Maduro e Daniel Ortega.

### Uso de material inapropriado e não declarado
Em 20 de outubro de 2018, o Tribunal Regional Eleitoral (TRE) apreendeu jornais com teor a favor de Fernando Haddad e contra Jair Bolsonaro na sede do Sindipetro-NF em Macaé. Sendo a sede do Sindipetro-NF um bem de uso comum, foi decidida a apreensão do material com possibilidade de arrombamento da sede e de pagamento de multa variando entre dois a oito mil reais. A decisão foi duramente criticada por órgãos defensores da liberdade de imprensa e meios de comunicação devido à censura e modo de operação dos agentes, sem garantir o direito ao contraditório e de defesa. Posteriormente, a ação foi julgada improcedente pelo Tribunal Superior Eleitoral (TSE) .

### Falta de autocrítica
Em outubro de 2018, durante ato pro-Haddad em Fortaleza, o ex-governador e senador do Ceará Cid Gomes causou polêmica ao cobrar posicionamento do partido para autocrítica. "Tem de pedir desculpas, tem de ter humildade, e reconhecer que fizeram muita besteira", disse o senador. Cid foi vaiado pela plateia, que começou a gritar o nome do ex-presidente Lula, que está preso em Curitiba na Operação Lava Jato. "Lula o quê? Lula tá preso, ô babaca. O Lula tá preso. O Lula tá preso. E vai fazer o quê? Babaca, babaca. Isso é o PT. E o PT deste jeito merece perder", reagiu Cid. Cid ainda afirmou no evento que o partido foi o responsável por "criar Bolsonaro".
Alguns dias depois, em 23 de outubro, em um comício, no Rio de Janeiro, o cantor rapper Mano Brown discursou com um tom crítico elevado sendo vaiado no evento. "Eu não vim aqui representar ninguém. Eu vim aqui representar a mim mesmo, certo? Eu não gosto do clima de festa. Não gosto mesmo. A cegueira que atinge lá [eleitorado do Bolsonaro] atinge nós também. Não tem o que comemorar. Tem, sei lá, quase 30 milhões de votos para alcançar aí e não temos nem perspectiva de alcançar, de diminuir essa margem. Não estou pessimista, sou realista." "Eu tô vendo casais se separando, amigos de 35 anos deixando de se falar. Tenho amigos... (Interrompido por vaias) Se eu puder falar vai ser bom, [senão] eu vou parar também e foda-se. Tenho amigos que não tenho mais como olhar mais no rosto deles por causa de política." Em seguida continuou: "Falar bem do PT para a torcida do PT é fácil (vaias). Tem uma multidão que não tá aqui que precisa ser conquistada. Ou a gente vai cair num precipício? Eu tinha jurado pra mim mesmo que nunca mais subir em palanque de ninguém, entendeu? Porque política não rima, não tem suingue, não tem balanço, não tem nada que me interesse. Eu gosto de música."

### Fake news
Em 26 de outubro de 2018, a Ordem dos Advogados do Brasil (OAB) emitiu uma nota de esclarecimento em conjunto com as outras entidades desmentindo a campanha de Haddad sobre o apoio destas entidades. As entidades anunciaram que já pediram a "imediata retirada" do apoio fake do site da campanha, "sob pena de serem tomadas outras providências cabíveis".
No dia 28 de março de 2019 o ministro do Tribunal Superior Eleitoral (TSE), Edson Fachin, determinou que o candidato do PT, Fernando Haddad, e a coligação dele (PT, PCdoB e PROS) paguem uma multa no valor de 176,5 mil reais por impulsionamento irregular de conteúdo contra o presidente Jair Bolsonaro no período da campanha eleitoral, segundo o processo a campanha de Haddad pagou 88.257 reais ao Google para que impulsionasse conteudos negativos contra o então candidato Bolsonaro. Posteriormente foi suspenso o julgamento, com fixação de multa em 6 mil reais, quase o dobro dos 3,6 mil reais comprovadamente utilizada no impulsionamento da notícia negativa à campanha de Jair Bolsonaro.
No dia 11 de fevereiro de 2020 ocorreu a oitiva de Hans River na CPMI das Fake News ao qual o ex-funcionario da Yacows afirmou em depoimento que a empresa trabalhou para o Partido dos Trabalhadores fazendo disparos em massas para beneficiar a campanha política do candidato Fernando Haddad nas eleições presidenciais no Brasil em 2018. No dia 19 de fevereiro foi ouvido, como investigado, pela CPMI das Fake News um dos sócios da empresa Yacows, Lindolfo Alvez Neto, confirmando prestação indireta de serviços de disparos em massa para a campanha de Fernando Haddad através de uma empresa terceirizada. Yacows também prestou serviços para as campanhas do presidente Jair Bolsonaro e Henrique Meirelles.
No dia 4 de março de 2020 em outra audiência, o dono da empresa Yacows, afirmou que Hans River mentiu em seu depoimento à CPI das Fake News.
| “                                  | O tal do Hans River foi muito confuso (em depoimento na CPI). Vai ter que ser processado por falso testemunho | ” |
| — Marcos Aurélio Carvalho, Estadão | |   |

### Uso indevido de música
Ao usar a canção "Pintura íntima" da banda Kid Abelha para um programa televisivo, a cantora Paula Toller sentiu-se lesada e processou por uso indevido da canção na campanha. Apesar do músico Leoni detentor de 50% da música ter autorizado, Toller não foi consultada. Em dezembro de 2019, o juiz Alexandre de Carvalho Mesquita determinou que o PT e Haddad pagassem para a cantora o valor de cem mil reais por danos morais.

## Apoios
|                                                                                    |  | |
| Boulos apoiou Haddad no segundo turno, defendendo a soltura do ex-presidente Lula. |  | Marina Silva declarou voto crítico a Haddad no segundo turno, sendo oposição a ambos os presidenciáveis do segundo turno. |

Logo após o primeiro turno, no dia 9 de outubro, o Partido Socialismo e Liberdade (PSOL) juntamente com o ex-presidenciável Guilherme Boulos declararam apoio a Haddad no segundo. Em nota oficial, o partido disse que a "tarefa centra" seria "derrotar Bolsonaro" e a revogação das medidas de Temer:
O PSOL apoiará, a partir de agora, a candidatura de Haddad e Manuela, mesmo mantendo diferenças políticas e preservando nossa independência. Convocamos toda a nossa militância a tomar as ruas para continuar dizendo em alto e bom som: ele não!— Nota do PSOL.
O Partido Socialista Brasileiro (PSB) também formalizou o apoio a chapa de Haddad, segundo o presidente do partido, Carlos Siqueira, propôs que se formasse uma "frente democrática contra uma candidatura que representa o extremo oposto da candidatura das forças democráticas". No dia 15 de outubro, a frente de apoio a Haddad foi lançado numa carta divulgada após uma reunião em Brasília. Além do PT, participaram integrantes do Partido Comunista do Brasil (PCdoB) e do Partido Republicano da Ordem Social (PROS), que fazem parte da coligação de Haddad, e do Partido Comunista Brasileiro (PCB), PSB e PSOL, que havia anunciado apoio a Haddad na semana anterior.

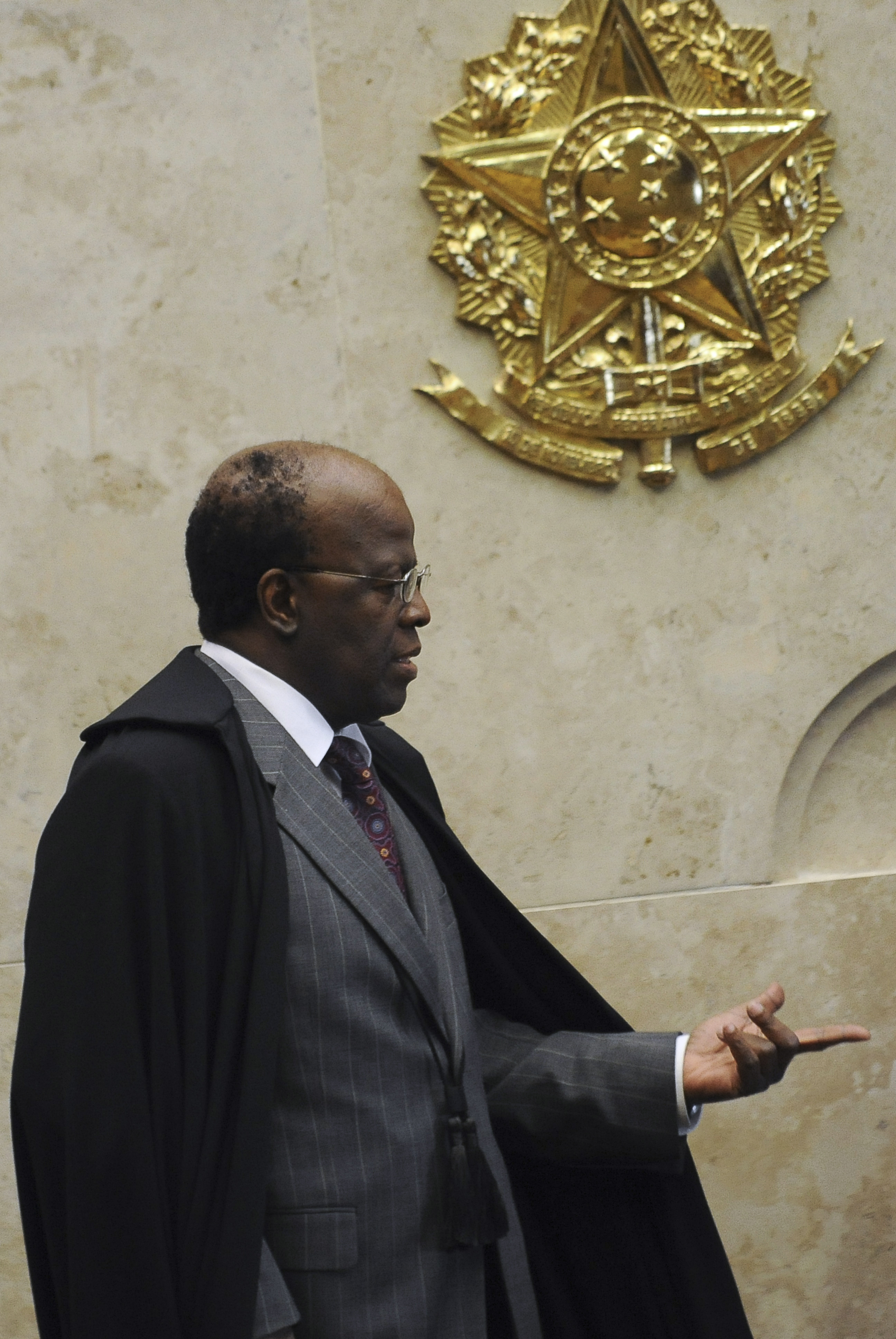
Ex-presidente do Supremo Tribunal Federal, Joaquim Barbosa, declarou voto em Haddad.

No dia 22 de outubro, Marina Silva declarou apoio crítico a Haddad, pois este "não prega a extinção dos direitos", nem a repressão aos movimentos. “A política democrática deve estar fortemente aliançada no respeito à Constituição e às instituições, exercida em um ambiente de cultura de paz e não violência”, disse. Dois dias depois, o ex-governador de São Paulo e ex-presidente do PSDB Alberto Goldman publicou um vídeo através da rede social Facebook anunciando que votará em Haddad. Segundo o próprio, a decisão se dá porque o candidato Jair Bolsonaro "passou dos limites aceitáveis no ultimo domingo, com um discurso que nos traz de volta os momentos mais dramáticos da nossa história".
Alguns dias antes do segundo turno, diversas personalidades da mídia e artistas declararam apoio a Haddad, incluindo o cartunista Ziraldo, músicos como Chico Buarque, Arnaldo Antunes, Caetano Veloso, Marcelo D2, Zélia Duncan, Martinho da Vila, Gal Costa, Gilberto Gil, Daniela Mercury, Emicida, Criolo, Mart'nália, Mano Brown, entre outros. Além deles, Humberto Carrão, Camila Pitanga, Antonio Pitanga, Clarice Falcão, Marcelo Serrado também declararam apoio ao candidato do PT.
No dia 27 de outubro, véspera do segundo turno, o jurista e ex-presidente do Supremo Tribunal Federal Joaquim Barbosa declarou através do Twitter o voto em Haddad, afirmando que após 32 anos de direito ao voto, um candidato inspiraria medo:
Votar é fazer uma escolha racional. Eu, por exemplo, sopesei os aspectos positivos e os negativos dos dois candidatos que restam na disputa. Pela primeira vez em 32 anos de exercício do direito de voto, um candidato me inspira medo. Por isso, votarei em Fernando Haddad.— Publicação de Barbosa no Twitter
Além de Joaquim Barbosa, outras personalidades declararam apoio a Haddad na véspera das eleições, inclusive o ex-procurador-Geral Rodrigo Janot e o youtuber Felipe Neto.

## Candidatos
| Coligação O Povo Feliz de Novo                                                                                        |                                                                                               |
| |                                                                                               |
| Fernando Haddad | Manuela d'Ávila                                                                               |
| para presidente | para vice-presidente                                                                          |
| |                                                                                               |
| Prefeito de São Paulo de 1° de janeiro de 2013 até 31 de dezembro de 2016                                             | Deputada estadual pelo Rio Grande do Sul de 1º de fevereiro de 2015 até 31 de janeiro de 2019 |
| Partidos integrantes: - Partido dos Trabalhadores - Partido Comunista do Brasil - Partido Republicano da Ordem Social |                                                                                               |

## Resultado da eleição

### Eleições presidenciais
| Ano de eleição | Candidato       | Primeiro turno      | Primeiro turno      | Segundo turno       | Segundo turno       |
| Ano de eleição | Candidato       | # do total de votos | % do total de votos | # do total de votos | % do total de votos |
| -------------- | --------------- | ------------------- | ------------------- | ------------------- | ------------------- |
| 2018           | Fernando Haddad | 31.342.005          | 29,28%              | 47.040.906          | 44,87%              |